# Avortement au Vietnam
L'avortement au Vietnam est légalement autorisé et remboursé intégralement par l'État vietnamien en vertu de l'article 44 de la loi de 1989 sur la protection de la santé publique. Le Viêt Nam a également l'un des taux d'avortement les plus élevés observés dans le monde, et ses lois sur l'avortement sont parmi les plus libérales d'Asie du Sud-Est et du monde.

## Statut juridique de l'avortement au Viêt Nam
L'avortement est accessible depuis au moins 1971 et a été rendu disponible dans tout le pays depuis l'unification de 1975. Il existe un certain nombre de lois qui codifient le droit à l'avortement de diverses manières. En raison de l'accent mis sur l'importance du nombre de cas, l'avortement a été légalisé au Viêt Nam sans aucune restriction quant à la raison de la demande d'avortement. La planification familiale est devenue une priorité nationale lors de l'unification du Viêt Nam, ce qui a conduit à encourager la contraception et l'acceptation de l'avortement.
La constitution de la république socialiste du Viêt Nam garantit que les hommes et les femmes jouissent de droits égaux en toutes circonstances, notamment en matière de santé reproductive : "L'État, la société, les familles et les citoyens ont la responsabilité de fournir des soins de santé et une protection à la mère et aux enfants ; et de réaliser le programme de population et de planification familiale".
L'Assemblée nationale vietnamienne a adopté en 1960 la loi sur le mariage et la famille, qui repose sur quatre grands principes : la liberté de mariage, la monogamie, l'égalité des sexes et la protection des droits des femmes et des enfants. La loi sur la protection de la santé publique, adoptée le 30 juin 1989, affirme le droit des personnes à prendre des décisions concernant la reproduction de leur corps et à choisir leurs propres méthodes de contraception. Elle stipule que : "Les femmes ont le droit d'avorter, de bénéficier d'un diagnostic et d'un traitement gynécologique, d'un bilan de santé pendant la grossesse et d'un service médical lors de l'accouchement dans les établissements de santé".
En 1989, la loi sur la protection de la santé du peuple a été approuvée, affirmant le droit du peuple à choisir des méthodes contraceptives.
L'article 6 de la décision n° 162 du Conseil des ministres de janvier 1989 oblige l'État à fournir gratuitement aux personnes éligibles des dispositifs de contrôle des naissances et des services de santé publique pour les avortements : "L'État fournira gratuitement les dispositifs de contrôle des naissances, tels que les boucles intra-utérines et les préservatifs, les pilules contraceptives et les services de santé publique pour l'insertion des boucles intra-utérines et les avortements aux personnes éligibles qui sont des cadres, des travailleurs manuels, des fonctionnaires ou des membres des forces armées, aux personnes auxquelles la politique accorde la priorité et aux personnes pauvres qui s'inscrivent pour pratiquer la planification familiale",.
Le Code pénal du Viêt Nam ne contient aucune disposition qui criminalise les pratiques d'avortement, ce qui indique sa légalité sans restriction dans le pays. L'avortement sexo-sélectif en fonction du sexe du fœtus, résultat de la préférence du pays pour les fils, est toutefois illégal mais reste répandu et largement impuni.
La planification familiale au Viêt Nam est dirigée par le ministère de la Santé et le Comité national pour la population (NCPFP). Les services de planning familial et d'avortement sont fournis par un réseau de centres de santé approuvés par le ministère de la Santé, y compris les hôpitaux centraux et provinciaux, les centres provinciaux de planning familial, les hôpitaux et centres de santé de district, les polycliniques intercommunales et les centres de santé communaux.
Comme le définissent les normes et directives nationales actuelles en matière d'avortement (NASG), les services d'avortement sont accessibles à trois niveaux administratifs du système de santé : (1) l'avortement de 6 à 18 semaines après la dernière menstruation (LMP) est disponible dans les hôpitaux centraux et provinciaux ; (2) l'avortement de 6 à 12 semaines de LMP est également disponible dans les postes de santé de district ; et (3) les centres de santé communaux ne peuvent proposer l'avortement qu'aux femmes enceintes de six semaines maximum.

## Taux d'avortement
Le Vietnam a l'un des taux d'avortement les plus élevés au monde. Une étude menée par l'hôpital central d'obstétrique de Hanoi a révélé que 40 % de toutes les grossesses au Viêt Nam sont interrompues chaque année.